# Li Teng-chuej
Li Teng-chuej (znaky: 李登輝, 15. ledna 1923 San-č’, Tchaj-wan – 30. července 2020 Tchaj-pej) byl tchajwanský politik a v letech 1988–2000 prezident Tchaj-wanu. Za svůj významný podíl na demokratizaci země je označován za "Otce demokracie".

## Život
Li se narodil v oblasti San-č’ (dnes součástí administrativního celku Nová Tchaj-pej) do původně rolnické rodiny etnika Hakka, mluvící ale již tchajwanštinou. Vyrůstal na tehdy Japonskem ovládaném Tchaj-wanu, sloužil jako dobrovolník v druhé světové válce a v roce 1940 přijal své japonské jméno Iwasato Masao (岩里政男). Po válce studoval na Kjótské univerzitě v Japonsku, tchajwanské NTU a ve Spojených státech.

## Politika
Po návratu na Tchaj-wan v roce 1968 se začal angažovat v politice a zastával významné politické funkce: 1972–1978 ministr bez portfeje, 1978–1981 starosta Tchaj-peje, 1981–1984 správce provincie Tchaj-wan, 1984–1988 viceprezident Tchaj-wanu. V roce 1988 zemřel Ťiang Ťing-kuo a Li byl stranou jmenován novým prezidentem země a zároveň předsedou Kuomintangu.
Po nástupu do funkce obměnil složení jak ústředního výboru strany tak Exekutivního Yuanu (vlády) a dosadil do nich převážně Tchajwance namísto původních Číňanů, kteří na Tchaj-wan přišli s Kuomintangem po válce. Po tchajwanizaci politických orgánů a vyslyšení demonstrantů Hnutí Wild Lily požadující přímé volby prezidenta a členů Národního shromáždění a Legislativního Yuan vedl či umožnil Li politické reformy vedoucí zemi k pluralitní demokracii.
V roce 1991 byla zrušena Přechodná ustanovení proti komunistickému povstání (動員戡亂時期臨時條款), úpravy ústavy z roku 1948, které ji fakticky zrušily a tím umožnily stanné právo na Tchaj-wanu a vlády jedné strany. a v roce 1996 se konaly první přímé prezidentské volby, ve kterých Li svůj post obhájil.
Od 90. let otevřeně zastával formální samostatnost Tchaj-wanu. V roce 2001 byl Li z Kuomintangu vyloučen v souvislosti se založením opoziční Tchajwanské unie solidarity.